# Łuka (rejon złoczowski)
Łuka (ukr. Лука) – wieś w obwodzie lwowskim, w rejonie złoczowskim na Ukrainie. Do 1934 miejscowość była siedzibą gminy wiejskiej w powiecie złoczowskim województwa tarnopolskiego II Rzeczypospolitej.

## Położenie
Na podstawie Słownika geograficznego Królestwa Polskiego i innych krajów słowiańskich Łuka to: wieś w powiecie złoczowskim, położona 8 km na południowy-wschód od sądu powiatowego, stacji kolejowej i urzędu poczty i telegrafu w Złoczowie.
Pod koniec XIX w. grupa domów we wsi nosiła nazwę Zazule.